# 185196 Vámbéry
A 185196 Vámbéry (ideiglenes jelöléssel (185196) 2006 TR10) a Naprendszer kisbolygóövében található aszteroida. Sárneczky Krisztián és Kuli Zoltán fedezte fel 2006. október 15-én.